# 難波八阪神社

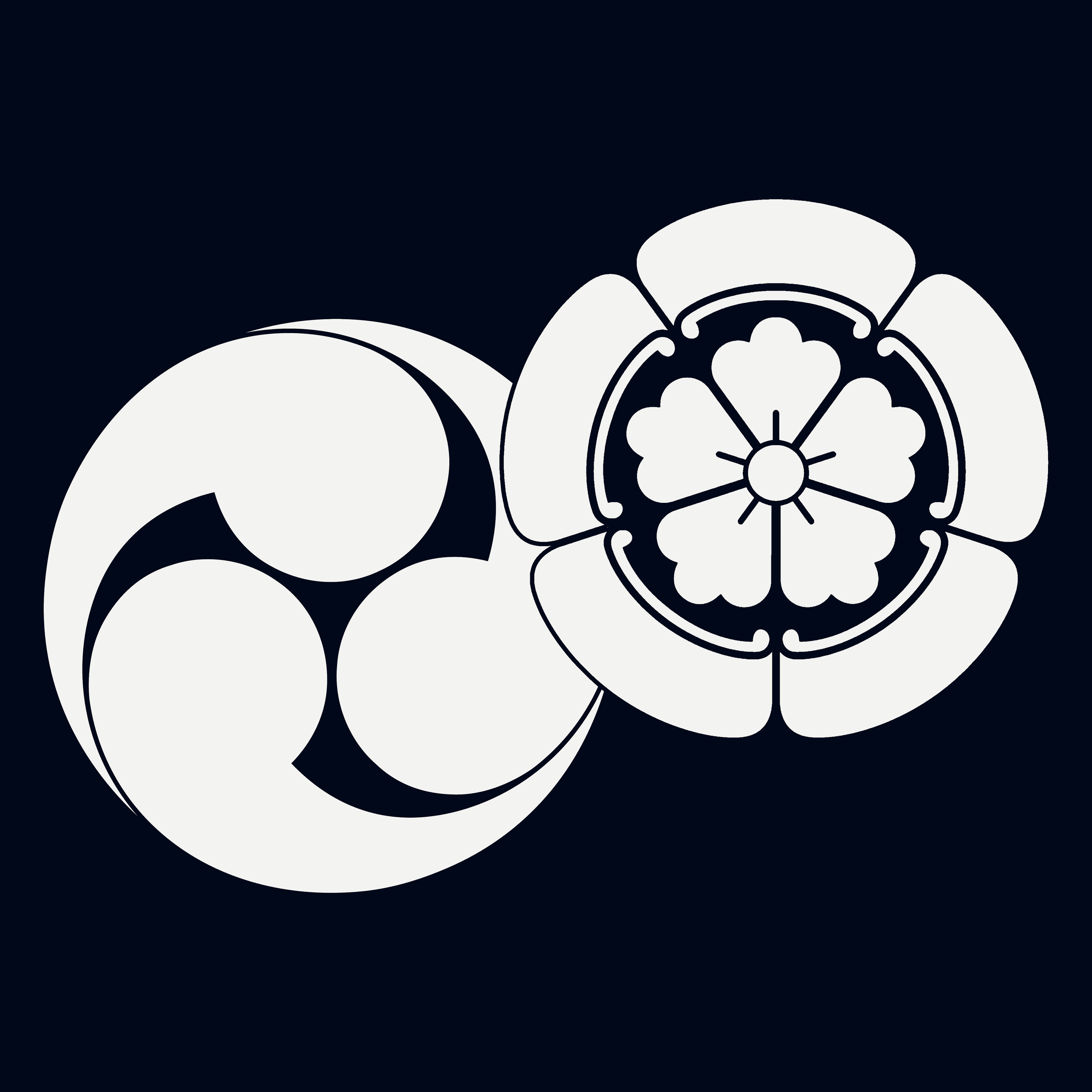
難波八阪神社の神紋。

難波八阪神社（なんばやさかじんじゃ）は、大阪市浪速区にある神社。旧社格は郷社。よく「難波八坂神社」と書かれているが、これは誤字である。

## 歴史
仁徳天皇の時代、この付近一帯に疫病が流行り出したところ、牛頭天王が現れたのでこれを祀ったのが当社の始まりとされる。
それ以来「難波下宮」と呼ばれており、難波一帯の産土神となった。延久年間（1069年 - 1073年）の頃には牛頭天王を祀った神社として有名であり、神宮寺の他十二坊の塔頭が並んでいた。
明治維新後の、神仏分離により寺は廃絶し、1872年（明治5年）に郷社となった。
1945年（昭和20年）3月13日・14日の第1回大阪大空襲で社殿が焼失した。
現在の本殿は1974年（昭和49年）5月に完成した。本殿と同じく、1974年5月に完成した獅子殿という素盞嗚尊の荒魂を祀る大きな獅子の頭の形をした舞台があることで有名である。

## 祭神
- 主祭神 - 素盞嗚尊、奇稲田姫命、八柱御子命

## 境内
- 本殿 - 1974年（昭和49年）5月再建。
- 拝殿 - 1974年（昭和49年）5月再建。
- 獅子殿 - 祭神：素盞嗚尊荒魂。1974年（昭和49年）5月建立。舞台も兼ねている。
- 社務所
- 篠山神社 - 祭神：篠山十兵衛景義（地元の代官）
- 稲荷神社
- 三宝荒神社
- 市杵島姫神社
- 皇大神社
- 戦艦陸奥主砲抑気具記念碑 - 戦艦陸奥の主砲の蓋が設置されている。

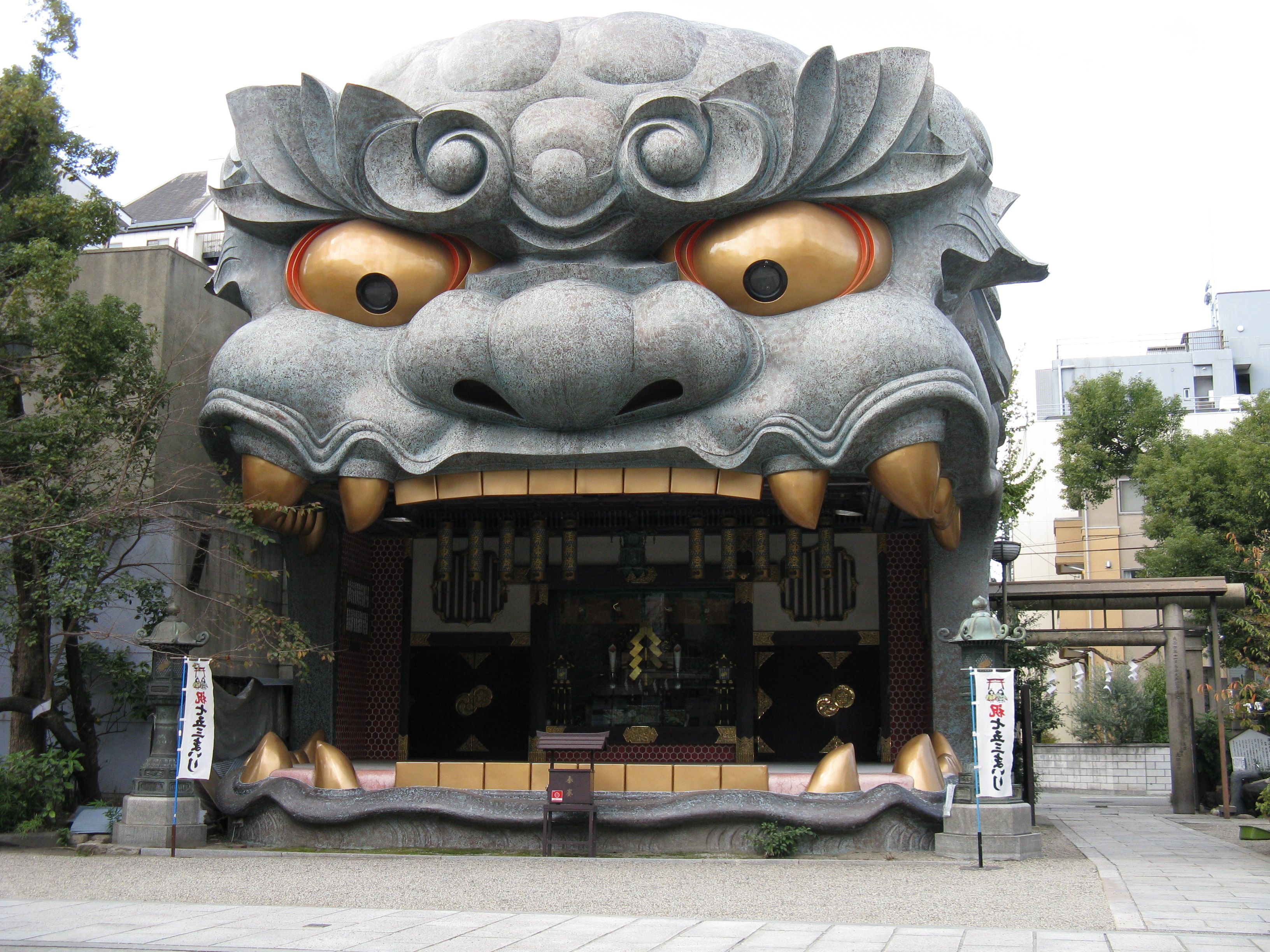
獅子舞台
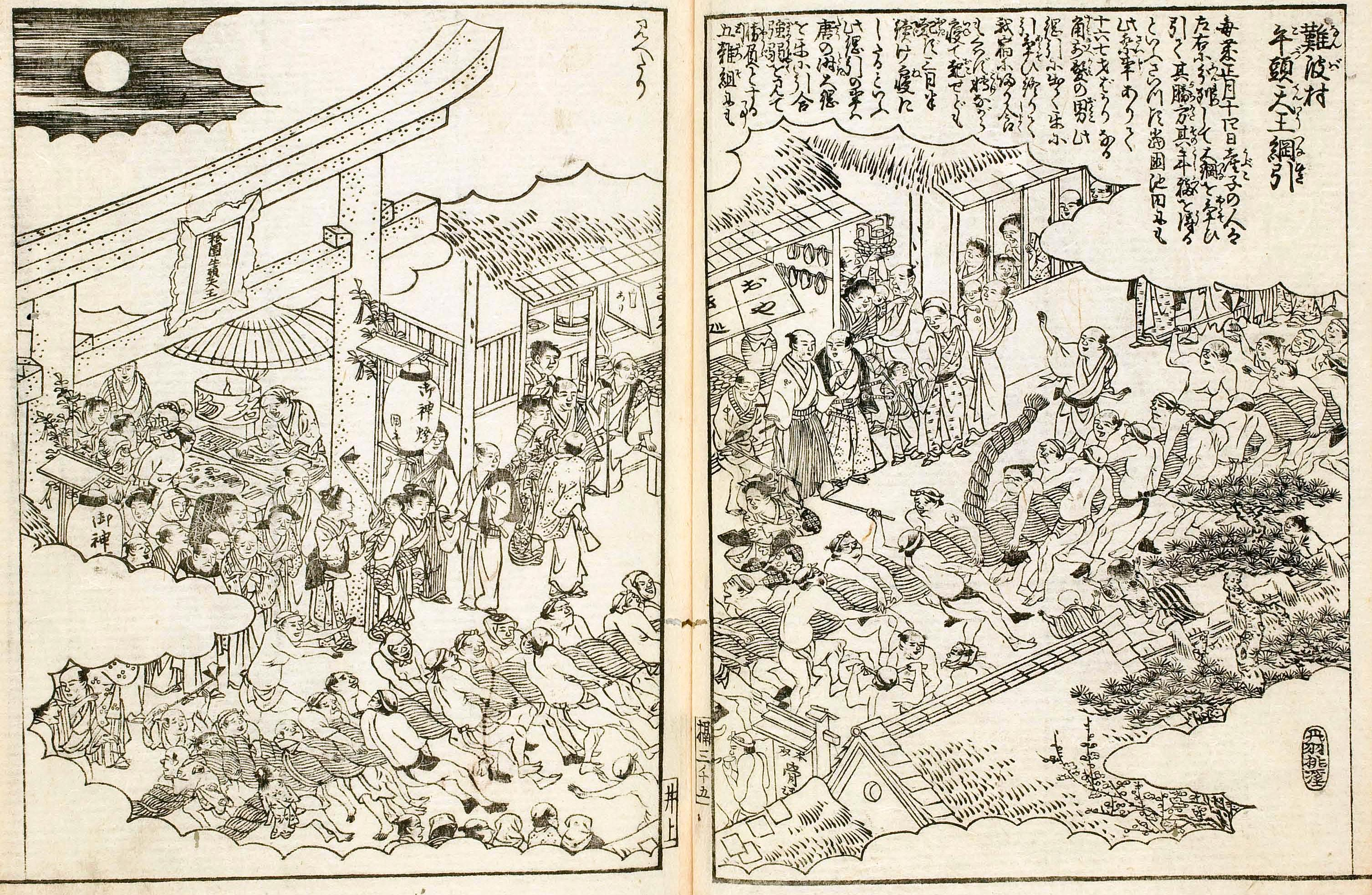
摂津名所図会「牛頭天王綱引」

## 文化財

### 大阪市指定無形民俗文化財
- 綱引神事 - 2001年（平成13年）指定（難波八阪神社綱引神事保存会）。

## 祭礼
- 難波祇園祭（夏祭・難波祭）：7月12日 - 14日（12日船渡御、13日宵宮、14日本宮陸渡御）
- 綱引神事祭：1月第3日曜日